# フョードル・チェルヌィフ
フョードル・チェルヌィフ（ロシア語: Фёдор Черных、リトアニア語: Fedor Černych、1991年5月21日 - ）は、ソビエト連邦・モスクワ出身のリトアニア国籍のサッカー選手。ポジションはFW。リトアニア代表。

## 経歴
2018年1月26日、ロシア・プレミアリーグのFCディナモ・モスクワと契約した。

### 代表
リトアニア代表の常連で、キャプテンを務めている。2016年10月8日のスコットランド戦では先制点を挙げた。